# Licurg (fill d'Aristolaides)
Licurg (en grec antic: Λυκοῦργος, llatí: Lycurgus), fill d'Aristolaides, fou un polític atenès que va viure al segle vi aC.
Era el cap del partit oligàrquic influent a la plana, mentre que el partit de Mègacles l'alcmeònida era influent a la costa i el de Pisístrat a les muntanyes. Quan Pisístrat va usurpar el poder el 560 aC, Mègacles i Licurg es van aliar i van expulsar a Pisístrat el 554 aC, però tot seguit es van enfrontar i la conseqüència en va ser la restauració de Pisístrat (548 aC), després de casar-se amb una germana de Mègacles. Com que la dona era tractada com a esposa només nominalment, Mègacles es va indignar i es va aliar altra vegada amb Licurg i junts van expulsar Pisístrat per segona vegada el 547 aC, segons la narració d'Heròdot.